# Дружинин, Василий Григорьевич
Васи́лий Григо́рьевич Дружи́нин (10 [22] августа 1859, Санкт-Петербург — 15 января 1936, Ленинград) — российский и советский историк, исследователь старообрядчества, археограф, палеограф, собиратель древнерусских и старообрядческих рукописей и икон. Член-корреспондент РАН с 1920 года.

## Биография
Происходил из дворян, владельцев Кыштымских горнопромышленных заводов на Урале. Его отец, Григорий Васильевич Дружинин, женившись на Ольге Петровне  Харитоновой, внучке купца Л. И. Расторгуева, стал совладельцем Кыштымского горного округа, а также стал, фактически, художественным руководителем Каслинского завода в его составе.
Раннее детство прошло на Моховой улице (д. 8, кв. 2), куда семья переехала после отставки отца. В 1879 году окончил 3-ю Санкт-Петербургскую гимназию и поступил на физико-математический факультет Санкт-Петербургского университета. В том же году перешёл на историко-филологический факультет, который окончил в 1883 году со степенью кандидата, и был оставлен для приготовления к профессорскому званию. В это время он входил в «Кружок русских историков», объединявший молодых историков петербургской школы; заседания кружка часто проходили в доме родителей Дружинина.
С 12 декабря 1886 года Дружинин стал внештатным сотрудником в Департаменте духовных дел иностранных исповеданий Министерства внутренних дел и служил там до 1891 года. В 1889 году он получил степень магистра русской истории за диссертацию «Раскол на Дону в конце XVII в.» (СПб., 1889) и был избран приват-доцентом Санкт-Петербургского университета.
В 1896 году он стал членом Археографической комиссии. В сентябре 1897 года за рецензию на работу А. В. Краснова «Зыряне и св. Стефан, епископ Пермский» был удостоен золотой Уваровской медали. С 1899 года был секретарём Археографического общества, заведовал его библиотекой. В 1914 году был избран почётным членом Археологического института.
Дружинин тратил значительные средства на собирание памятников старообрядчества; он был владельцем уникальной коллекции старообрядческих книг (свыше 40 тыс.), рукописей (более 1,1 тыс.), икон, произведений поморского медного литья (около 500 предметов). Кроме того, он владел богатейшим архивом своего дяди, писателя А. В. Дружинина.
На Всемирной Парижской выставке в 1900 году представил произведения каслинского художественного литья. В том числе занимался размещением заказа на изготовление Калинского павильона.
После Октябрьской революции 1917 года он участвовал в разработке положения о Главном управлении архивным делом и его организации. В 1920 году был избран членом-корреспондентом АН СССР; в декабре 1921 года был назначен заместителем председателя Археографической комиссии. В 1918—1920 годах он преподавал курс палеографии старообрядческих рукописей в Археологическом институте; занимался систематизацией строгановской библиотеки; описывал архивы и рукописи, поступавшие в Археографическую комиссию, в том числе собрание В. О. Ключевского.
В конце 1929 года Дружинин был уволен из Археографической комиссии, исключен из Академии наук, арестован, но вскоре освобожден. Спустя полгода, 25 июня 1930 года, последовал новый арест и по «Делу академиков» приговорён к заключению в лагерь на 5 лет, которое было заменено запретом на проживание в ряде городов страны. В течение 1932—1935 годов находился в ссылке в Ростове Ярославской области.
Умер в Ленинграде 15 января 1936 года вскоре после возвращения из ссылки. Был похоронен на Смоленском кладбище, могила его не сохранилась. В 1959 году был реабилитирован за отсутствием состава преступления.

## Награды
За службу был пожалован:
- орденом Св. Станислава 3-й степени;
- орденом Аннамского дракона за участие в 4-м Международном тюремном конгрессе.

## Научные труды
Областью главных научных интересов В. Г. Дружинина было старообрядчество. Он стал первым исследователем истории и культуры Выголексинского общежительства. В. Г. Дружинин является автором нескольких книг, главные из которых:
- «Священноиерей Матвей Андреев, его беседы с беспоповцами и послания к ним» (1908);
- «Словесные науки в Выговской поморской пустыни» (СПб., 1911);
- «Поморский Торжественник» (СПб., 1911);
- Справочник-указатель «Писания русских старообрядцев: Перечень списков, составленный по печатным описаниям рукописных собраний» (СПб., 1912);
- Поморские палеографы начала XVIII столетия. — Пг., 1921. — 66 с.
- Раскол на Дону в конце XVII века: Исследование / Фонд им. свящ. Илии Попова. — Репр. изд. — Ростов-на-Дону: Антей, 2015. — 355, [2] с. — (Православный Тихий Дон).— ISBN 978-5-91365-243-0.

### Семья
Жена — Евдокия Александровна Александрова. У них сын — Александр (1890—1939). Также окончил 3-ю классическую гимназию (1909), затем юридический факультет Петербургского университета. Служил присяжным поверенным. Был дважды женат: с 1913 года — на писательнице Е. В. Георгиевской (детей не было); вторая жена — Галина Марковна Степанова — зубной техник (умерла в блокадном Ленинграде). Во втором браке родилась дочь — Марианна Александровна (1929—1996). А. В. Дружинин в 1939 году был арестован и скончался в госпитале «Амурлага».

## Фотографии
Василий Григорьевич был известным любителем-фотографом, его снимки в составе материалов Русского технического общества экспонировались на выставках: в Стокгольме в 1897 году и в Париже 1900 году. А по итогам «Северной выставки» 1897 года его фотоснимки вместе с другими работами членов Императорского Русского технического общества были награждены Дипломом на серебряную медаль.
В июне 1899 года принимал участие в уральской экспедиции Д. И. Менделеева, предоставив фотографии для книги «Уральская железная промышленность в 1899 году».